# Illescas (Toledo)

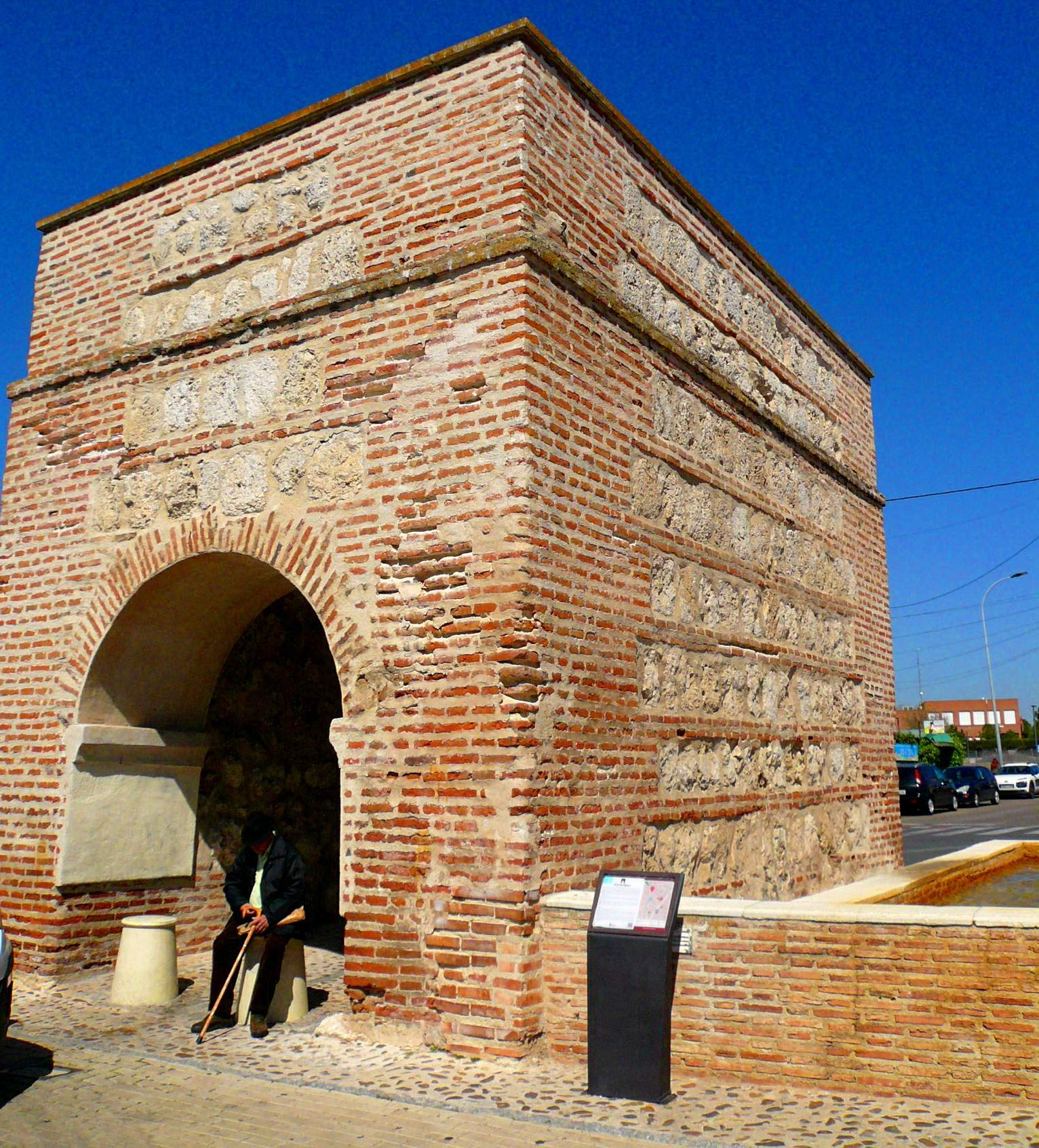
Arco de Ugena

Illescas ist eine Stadt und eine zentralspanische Gemeinde (municipio) mit 32.159 Einwohnern (Stand: 2024) in der Provinz Toledo im Norden der Autonomen Gemeinschaft Kastilien-La Mancha. 

## Lage und Klima
Der Ort Illescas liegt etwa 38 km (Fahrtstrecke) südlich von Madrid bzw. gut 37 km nordöstlich von Toledo in der historischen Provinz La Mancha in einer Höhe von ca. 585 m. Das Klima im Winter ist rau, im Sommer dagegen trocken und warm; der spärliche Regen (ca. 415 mm/Jahr) fällt überwiegend in den Wintermonaten.

## Bevölkerungsentwicklung
| Jahr      | 1857  | 1900  | 1950  | 2000   | 2020   |
| Einwohner | 1.701 | 1.728 | 2.129 | 10.347 | 29.558 |

Trotz der zunehmenden Mechanisierung der Landwirtschaft und der Aufgabe bäuerlicher Kleinbetriebe ist die Bevölkerung infolge der relativen Nähe zum Großraum Madrid seit der Mitte des 20. Jahrhunderts deutlich gewachsen.

## Wirtschaft
Das Umland von Illescas war und ist im Wesentlichen landwirtschaftlich geprägt (Getreide, Oliven und Wein); die Stadt selbst diente als handwerkliches und merkantiles Zentrum für die umliegenden Weiler und Einzelgehöfte. Im 19. Jahrhundert entstand eine regional bedeutsame Schuhfabrikation.

## Geschichte
Illescas gehört zu den ältesten Siedlungsplätzen im Zentrum der Iberischen Halbinsel. Auch in römischer und arabisch-maurischer Zeit war der Ort besiedelt. Nach der Rückeroberung (reconquista) Toledos im Jahr 1085 durch Alfons VI. wurde das Gebiet um Illescas von Christen aus dem Norden und dem Süden der Iberischen Halbinsel wiederbesiedelt (repoblación); die bestehende Festung (castillo) und die Stadtmauer (muralla) wurden ausgebessert oder erneuert. Im 12. Jahrhundert kam der Ort unter die Grundherrschaft des Bistums Segovia, später von Toledo. Seit dem ausgehenden 15. Jahrhundert spielte Francisco Jiménez de Cisneros, der Erzbischof von Toledo, eine entscheidende Rolle in der Stadtgeschichte.

## Sehenswürdigkeiten

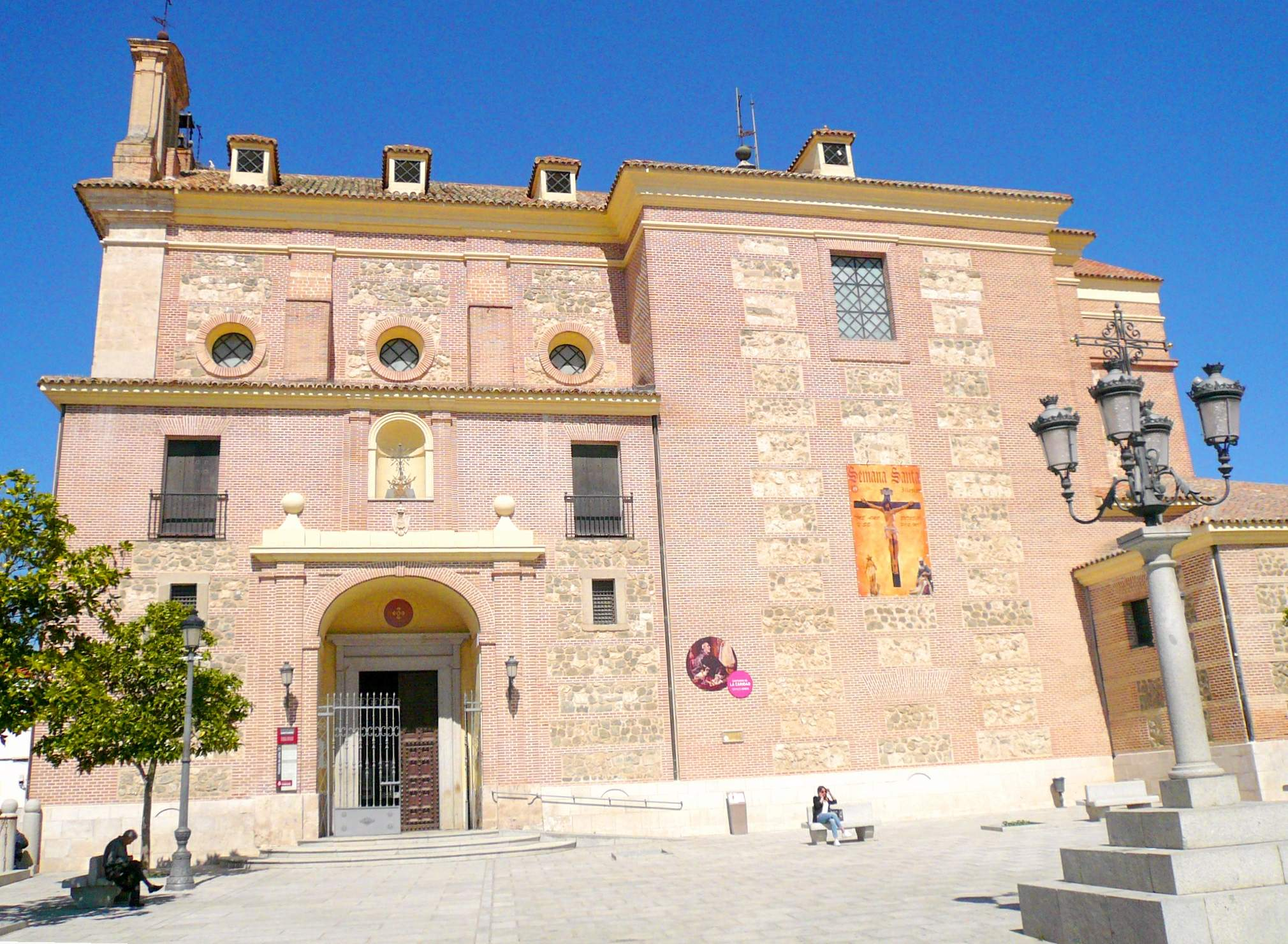
Santuario de Nuestra Señora de la Caridad

- Aus der Zeit der Reconquista stammt möglicherweise noch das aus Bruch- und Ziegelsteinen gemauerte und nach oben offene Stadttor des Arco de Ugena.[7]
- Auch die Iglesia de Santa María bewahrt noch einige Bauteile aus der Frühzeit der christlichen Inbesitznahme der Stadt, doch wurde das Innere der dreischiffigen Kirche im 15./16. Jahrhundert erneuert; auch der im Mudéjar-Stil erbaute Glockenturm (campanario) wurde in dieser Zeit ergänzt.[8]
- Vor der Kirche befindet sich die Plaza de las Cadenas, die vor allem wegen einer ca. 500-jährigen Ulme erwähnenswert ist.
- Das ehemals unter der Leitung des Franziskanerordens stehende, im Äußeren mudéjare, im Innern jedoch deutliche Renaissance-Formen zeigende Santuario y Hospital de Nuestra Señora de la Caridad wurde in der Zeit um 1500 vom Kardinal Cisneros gestiftet. Im Innern der Kirche befinden sich 5 Gemälde von El Greco und ein imposantes Chorgitter (reja).[9]
- Mehrere Plätze prägen das Bild der Stadt.

## Persönlichkeiten
- Andrés de Oviedo (1518–1577), Jesuitenmissionar und Patriarch von Äthiopien